# Skapelsen (broderi)
För andra betydelser, se Skapelse.
Skapelsen, även benämnd Skapelsetapeten (katalanska: Tapís de la Creació) eller Gironatapeten (Tapís de Girona), är ett broderi (bildväv) från sent 1000-tal eller tidigt 1100-tal. Den finns utställd i stiftsmuseet i katedralen i Girona. Den är unik i sin genre och utgör det viktigaste exemplet på textilkonst från romansk tid, vid sidan av Bayeuxtapeten. Den underliggande väven är 358 centimeter hög och 450 centimeter bred och broderad med ullgarn i olika färger. Broderiet föreställer Bibelns skapelseberättelse, med jordens skapelse, människans tillblivelse och ända till paradiset. Runt om de centrala motiven, med Kristus i centrum, finns en kosmisk korona med olika naturelement. Texterna är på latin.
Broderiet har ställts ut på andra orter vid två olika tillfällen. Den första skedde 1888 i samband med världsutställningen i Barcelona, den andra fyra år senare i Madrid.

## Historiska föregångare

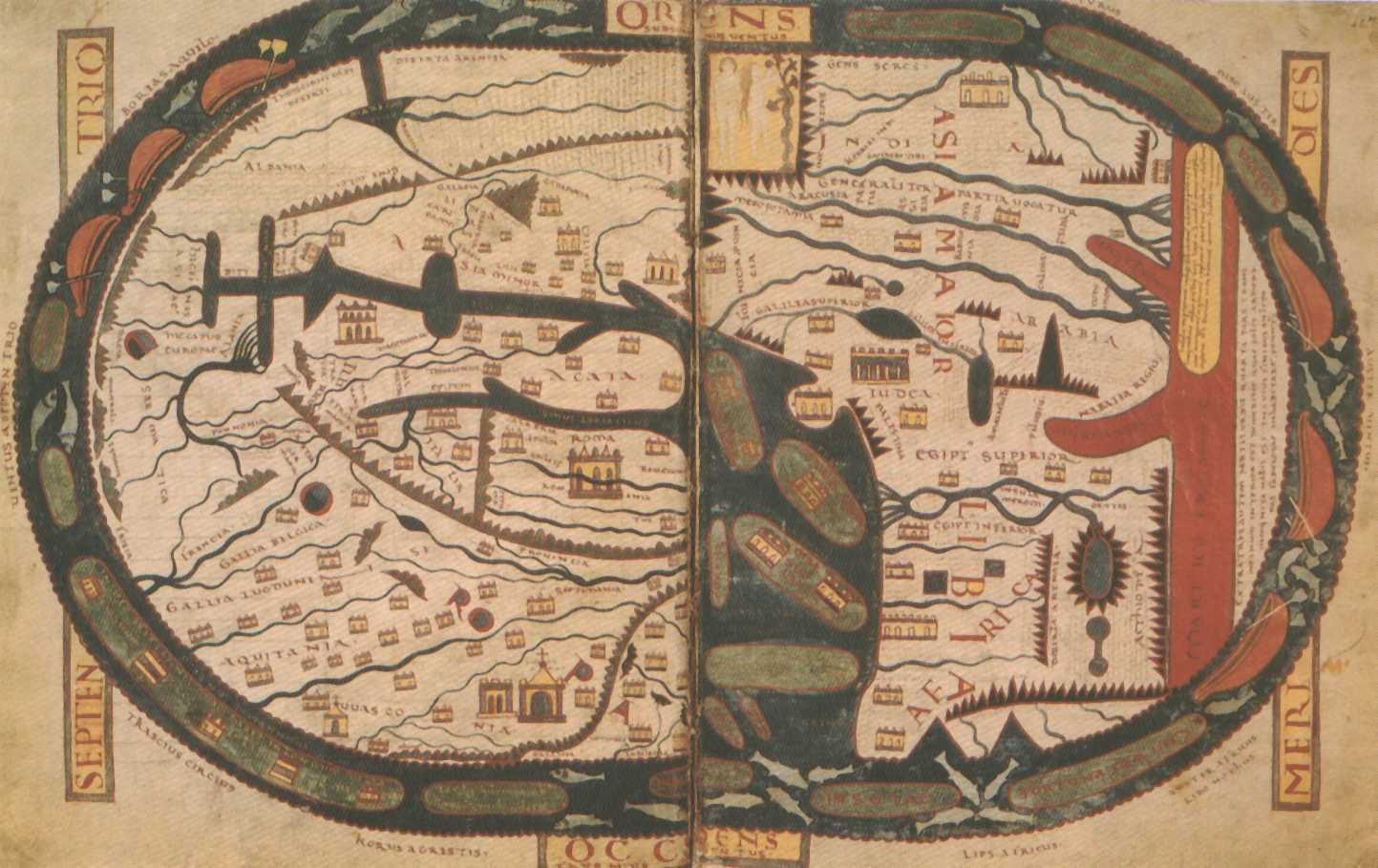
Exempel på en världskarta av Beatus av Liébana (före 1072) bevarad i Sankt-Severus-handskriften. Kartan är orienterad med öst uppåt, enligt medeltida stil.

Under högmedeltiden sågs Gud som den store skaparen av universum. Detta hade jorden i centrum och de sju himmelssfärerma runtom:
- luften
- etern
- olympen
- firmamentet (med de olika himlakropparna)
- eldsrymden
- änglarnas himmel
- den heliga treenighetens himmel

För en medeltida människa var den gudomliga arkitekturen en de enkla formernas perfektion, som de olika himlasfärerna eller kvadraten. Den dåtida kännedomen om jorden var bristfällig, och endast i antika beskrivningar av exempelvis Plinius eller Sankt Hieronymus förekom beskrivningar av planeten.
Från denna tid fanns några mer kända världskartor, inklusive den som muralmålning i Lateranpalatsets portik i Rom. Tidens världskartor presenterade jorden som en rund platta uppdelad i tre olika kontinenter: Asien (den övre halvan, Afrika (fjärdedelen nere till höger) och Europe (fjärdedelen nere till vänster). Invånarna i dessa tre landmassor kopplades också samman med ättlingarna till Noas tre söner Sem (jämför semiter), Ham (jämför hamiter) och Jafet. I mitten av världen fanns Jerusalem, judendomens och kristendomens heliga stad, där Abraham var nära att offra sin son Isak och Jesus Kristus upplevde viktiga delar av sitt liv. Uppfattningen om Jerusalem som "världens navel" (latin: umbilicum mundi) var central i en medeltida kristens tankevärld.
Vissa anser att Skapelsen ursprungligen var tänkt som en baldakin ovan huvudaltaret i Gironas katedral. Det antas att verket framställdes i Katalonien, inom den dåtida Marca Hispanica. Manuel Castiñeiras, forskare vid Universitat Autònoma de Barcelona, anser däremot att Skapelsen utformats som en golvmatta, och han anser också att motiven refererar till en högmedeltida kosmologi med rötter i den klassiska, karolingiska och bysantinska världen.

## Beskrivning

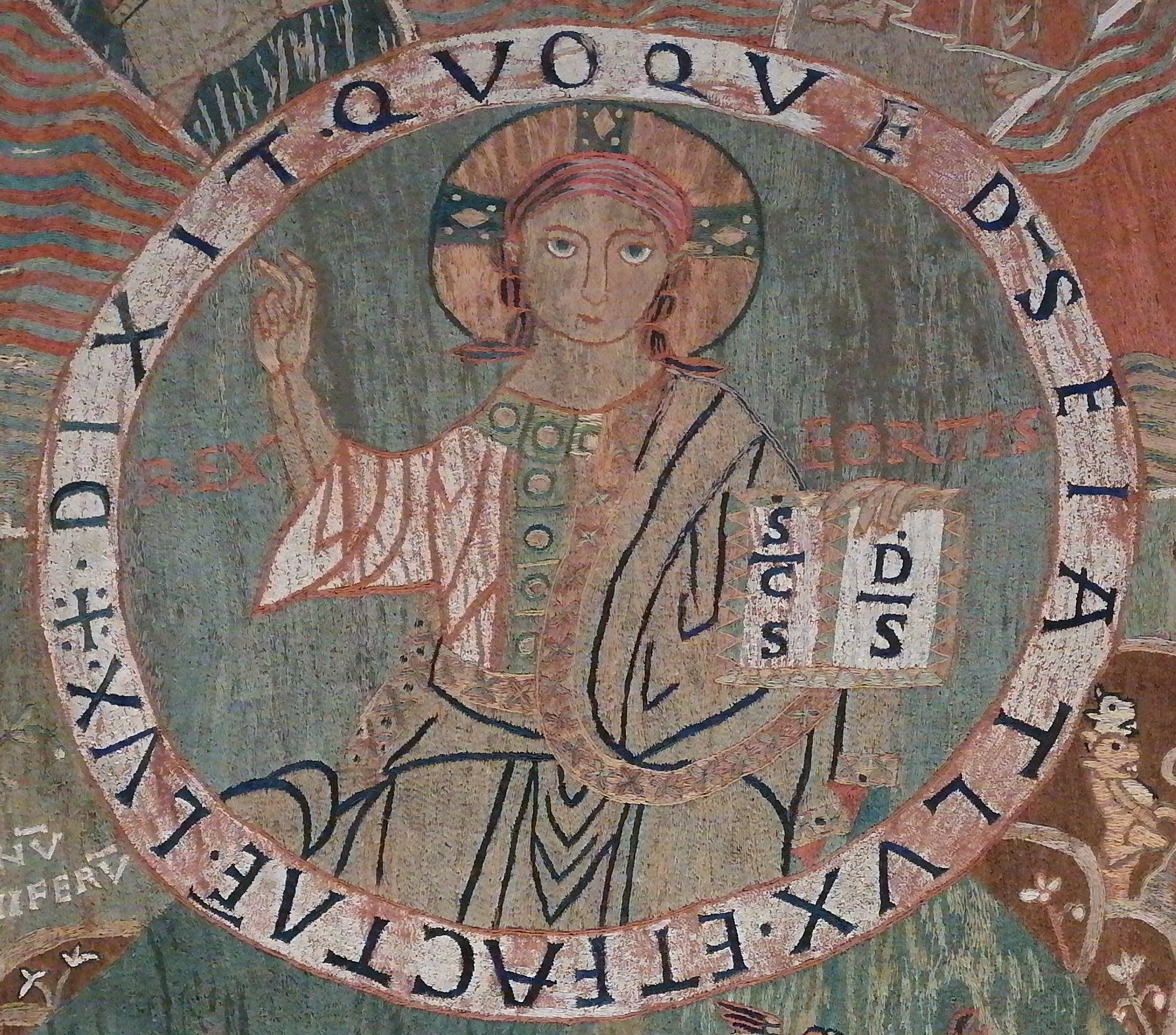
Pantokrator i centrum av Skapelsebroderiet.

Skapelsen torde ha funnits i Girona redan i slutet av 1000-talet och i början av 1100-talet.
Rent tekniskt är Skapelsen ett broderi, men den kallas ofta Skapelsetapeten (i likhet med Bayeuxtapeten) efter det namn som den var känd som under medeltiden. Broderiet är utfört på en fintrådig och rödfärgad stramalj av ull. Det är ett stort verk, med måtten 358 x 450 cm.
Enligt en teknisk undersökning från 2012 kan väven ursprungligen ha haft måtten 480 gånger 540 cm. Broderiet skulle ha skapats av sju separata tygstycken av samma typ – fem uppifrån och ner samt två vågrätt. Dessutom skulle två ytterligare, mindre tygstycken ha tillfogats i de båda hörnen till höger. Det nuvarande broderiet består av sex rektangulärt utformade tygstycken. Den översta av dessa är den enda som återstår i ursprunglig storlek; den täcker hela bredden av det nuvarande broderiet, med en bredd på 420 cm. Därinunder är övriga fem tygstycken infogade vertikalt och placerae vid sidan av varandra. De lodrätt placerade tygstycken är alla avkapade undertill, och den längst till höger är även avkapad till höger.
Av originalet finns den övre delen bevarad, och denna presenterar tre olika ikonografiska teman:
- Första Mosebok, presenterad av Pantokrator
- olika himlakroppar
- Jesus Kristus sista dagar, presenterad av Helena av Konstantinopel

Ovanstående tre bildgrupper är symboler för den kristna frälsningen.
Den centrala Kristusbilden visar upp honom som en mycket ung man. Han omges av åtta scener med texter ur Första Mosebok, från Skapelseberättelsens inledning och fram till Eva. Ovanför Kristus visas de första dagarna i berättelsen, när människan ännu inte skapats. Guds ande svävar över vattnet i form av en duva, med ljusets och mörkrets änglar bredvid sig, med en fackla, firmamentet och åtskillnaden av himlen och vattnen. Under Kristus finns en bild som berättar om skapelsen av djur- och växtvärlden och bredvid Adam samt djur som hoppar vid hans fötter. Dessutom finns här skapelsen av Eva ur ett revben hos den sovande Adam, samt framför dem Kunskapens träd.
|  |  |  |

De två centrala cirklarna består av rader med texter ur Första Mosebok:
- Omkring Kristus: Dixit quoque Deus fiat lux et facta est lux (1 Mos 3) – "Och Gud sade: »Varde ljus»; och det vart ljus." (1917 års översättning)
- I den yttre raden: In principio creavit Deus coelum et terram (1 Mos 1:1), mare et omnia qua in eis sunt et vidit Deus cuncta que fecerat et erant valda bona (1 Mos 1:31) – "Och Gud såg på allt som han hade gjort, och se, det var mycket gott."

Vindarna representeras av unga gestalter efter romerskt mönster; de har vingar på ryggen och vid fötterna. De är omgivna av luftfyllda skinnblåsor, och varje yngling blåser i två horn. De är utplacerade vid hörnen av den näst yttersta marginalen och bildar tillsammans en ram, näst intill en annan bildgruppering som rör tidens gång. Vid hörnen av denna andra "ram" finns Paradisets fyra floder, lagda inuti cirklar. Den övre remsan visar i mitten årstidernas gång, utförd som en cirkel och enligt samma tradition som på liknande medeltida bildkompositioner. Vid Kristus sida finns bilder på de olika årstiderna, samt två bilder med Simson och stjärnbilden Herkules.
På sidorna framställs i bild de olika månaderna. På vänster sida finns februari till juni, medan juli till oktober finns till höger. Under februari finns en cirkel med solen som symbol för söndag, ovanför en vagn dragen av ett fyrspann hästar; på motsvarande plats till höger finns under månaden oktober en liknande cirkel med månen som symbol för måndag och en vagn dragen av oxar. Framställningen av månaderna är desamma som i de karolingiska handskrifterna från Salzburg.
Bildkretsen i den undre marginalen kommer sannolikt från en Codex purpureus. Man tror att den borde bestå av tre olika rader, men endast en del av den första raden finns bevarad. Helena talar med Jerusalems judar, och en av dem letar efter korset – och finner tre kors. Dessa scener presenteras av en historisk person, sannolikt Konstantin den store som ovanför huvudet har en krona av typen kamelaukion i byzantinsk stil från 1000-talet. Ovanför hans ena axel finns korset. En handskrift från denna tid, bevarat i den italienska staden Vercelli, förklarar historien bakom korset och med samma sceneri.

## Ikonografi

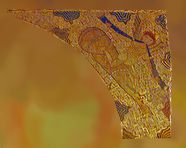
Västanvinden.

Skapelsen presenterar Kristus som skapare av både kosmos och jorden (världsalltet), och välsignar med en gest beskrivningen av den nu öppna världen. Motivet som i cirkelform strålar ut från mitten representerar allt som är övernaturligt och andligt. Detta står i motsats till allt det världsliga och tidsbundna, som markeras som bundna av vävens fyra markerade hörn. Världen presenteras utifrån strålarna från världsalltets skapare i centrum; symboliken är att utan den gudomliga strålningen skulle världen sluta att existera.
Vad gäller tolkningen av vindarna, representerade dessa på medeltiden värdefulla storheter som del av världen, så som exempelvis Hildegard von Bingen beskrev. Den här symboliken fanns redan med på sarkofager från den tidigkristna tiden, där man kan se manliga figurer i överkropp, med eller utan vingar, och där de blåser i havssnäckor eller horn.

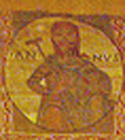
Årstidernas gång.

Utformningen av den övre marginalen samt de båda marginalerna till vänster och höger, med årstider och månader, förekom redan i de kristna katakomberna. Därifrån togs traditionen över från det förkristna gravbruket. På Skapelsen symboliseras året av en skäggig man med ett hjul (som symbol för tidens gång) till vänster och en lie till höger.
Efter presentationen av årstiderna syns till vänster stjärnbilden Herkuls, som i äldre tid representerade Abel, och till höger Simson, med sin åsnekäke som dödade tusen filistéer – symbol för Kristus motståndare som faller inför honom. Slutligen dyker i hörnen upp symbolerna för Paradisets floder, även om den till höger endast syns till en mindre del. Månaderna presenteras på vänster- och högerkanterna; här saknas november, december och januari, liksom två av de fyra bilderna som ska representera Paradisets fyra floder.
Vid denna tid var presentationer av veckans dagar relativt ovanliga, men på Skapelsen syns två sådana presentationer. I nedre västerkant finns en cirkel med teten dies soli ('solens dag'), som referens till söndagen. Den symboliseras av en man – sannolikt Helios – med en flammade korona och på en kvadriga med hästar i fyra olika färger enligt äldre romersk tradition. Genom att placera en jordglob ihop med honom ger man en koppling till kristendomen. På andra sidan av broderiet finns texten dies lunae ('månens dag', måndag), med en vagn dragen av två oxar vilket också går tillbaka till romersk bildtradition. Denna sista bild är dock fragmentariskt bevarad.

## De olika scenerna i broderiet
Numreringen av de olika scenerna är enligt illustrationen till höger.

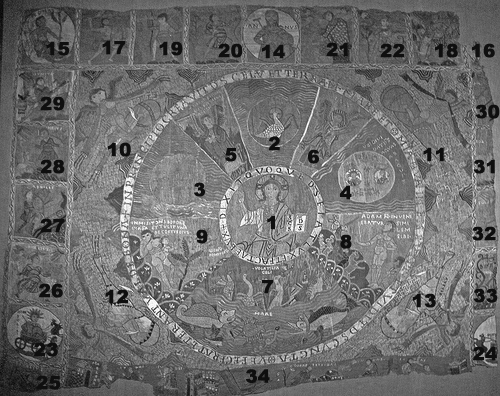
Numrering av scenerna på Skapelsen.

### Mittkretsarna
1. Jesus Kristus, framställd som en pantokrator och världens skapare, omgiven av en krets med ord ur Första Mosebok.
2. Den helige ande, i form av en duva och med inskriften Spiritus Dei ferebatur super aquis – 'Guds ande flög över vattnen'.
3. Firmamentets skapelse, med inskriften Fecit Deus firmamentum in medio aquarum – 'Gud skapade himlavalvet mitt bland vattnen'.
4. Skiljandet av vattnen, med inskrifterna Ubi dividat Deus aquas ab aquis och Sol et Luna – 'Där Gud skiljde vattnen åt' och 'Sol och måne'.
5. Mörkrens ängel, med en fackla och inskriften Tenebre erant super faciem abissi – 'Mörkret svävade över djupet'.
6. Ljusets ängel, med inskriften Lux – 'Ljus'.
7. Skapandet av fiskar och fåglar, med inskrifterna Volatilia a coelis och Cete grandia – 'Himlens fåglar' och 'Stora valar'.
8. Adam letande efter en annan människa bland djuren i Paradiset och inskriften Adam non inveniebatur similen sibi – 'Adam finner inte sin like bland dessa'.
9. Evas skapelse och inskriften Inmisit Dominus soporem in Adam et tulit unam de cosis ejus – 'Gud försänkte Adam i dvala och tog ifrån honom ett av hans revben'. I kunskapens träd finns texten Lignum pomiferum – 'Fruktträd'.

### Kvadraten som omger mittkretsarna
10. Nordanvinden, med inskriften Septentrio – 'Nordanvinden'.
11. Östanvinden, med inskriften Subsolanus – 'Östanvinden'.
12. Västanvinden, med inskriften Cephirus – 'Västanvinden'.
13. Sunnanvinden, med inskriften Auster – 'Sunnanvinden'.

### Ytterraderna
Den övre ytterraden
14. Året, med tidshjulet och arbetsverktyg samt inskriften Annus – 'Året'.
15. En av Paradisets fyra floder, med symbolen av en man som badar och ett ämbar.
16. Litet fragment med en annan av Paradisets floder.
17. Simson med en åsnas käke.
18. Stjärnbilden Herkules.
19. Sommaren, representerad av en man med ett skörderedskap.
20. Hösten, representerad av en man som skördar vindruvor och med inskrifterna Autumnus och Nux – 'Höst' och 'Nöt'.
21. Vintern, representerad av en kvinna som värmer sig framför elden och med inskriften Calefaciens – 'Värmande sig'.
22. Våren, representerad av en man som bearbetar jorden ute på ett fält.
De yttre sidoraderna
23. Söndag, med en man försedd med en "eldkrona" och i en vagn med fyrspann och inskriften Dies Solis – 'Söndag'.
24. Måndag (fragment), med inskriptionen Dies L[unae]...  – 'Dilluns'.
25. Februari (fragment), med fiskarens symbol och inskriften Frigus – 'Kall'.
26. Mars, representerad av en man med en groda och en orm; ovanför honom finns solen och nedanför honom en stork. Här finns inskrifterna Marcius, Frigus och Ciconia – 'Mars', 'Kall' och 'Stork'.
27. April, representerad av en plöjande man och inskriften Aprilis – 'April'.
28. Maj, representerad av en man som leder en häst och håller i ett blommande träd. Med inskriten Maius – 'Maj'.
29. Juni, representerad av en fiskare precis när han drar en fisk upp ur vattnet. Med inskriften Junius – 'Juni'.
30. Juli (fragment), representerad av en skördekarl med säd och inskriften Sol – 'solen'.
31. Augusti (fragment), med ett sädesfält och inskriften Sol – 'solen'.
32. September (fragment), med en slag och inskriften Sol, – 'solen'.
33. Oktober, med en man som skär av druvklasar och inskriften Vinea —'Vinranka'.
Den undre ytterraden
34. Legenden om Sankta Helenas fynd av det Sanna korset. Endast delar av raden är bevarad, med i vänster halva inskrifterna Sancta Elena, Judas, Judei, Hierusalem – 'Santa Helena, Judes, jueus, Jerusalem'. Högre halvan har inskrifterna C Voras Setiudas, Eumus, Judas, Judas.

## Konservering och restaurering

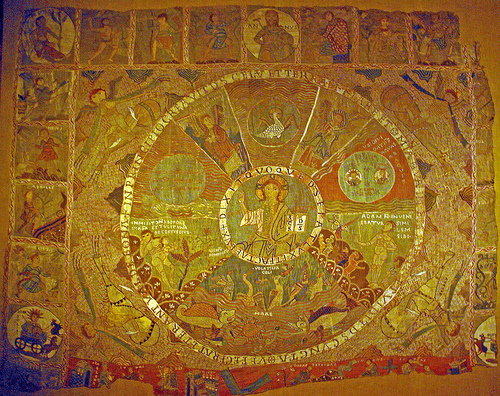
Broderiets status före den senaste restaurationen 2012.

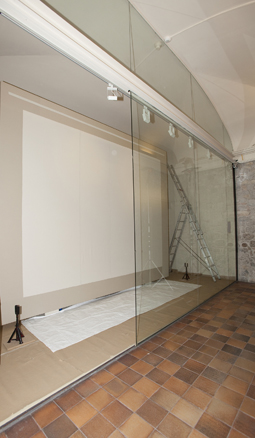
Den nya visningsmontern.

Skapelsetapetens konserveringsstatus är tillfredsställande, och bildverkets färger är välbevarade.
Skapelsen har blivit restaurerad vid ett antal olika tillfällen, för första gången 1884.
I början av 1900-talet tog ett antal franska munkar i uppdrag att restaurera 28 olika fragment, ett återställningsarbete som avslutades 1952 med att man fäste broderiet på en styv bakgrundsväv i neutral färg. Resultatet av detta arbete visades fram för allmänheten i Gironas katedralsmuseum, där det sedan dess finns utställt.
1975 återfanns två ytterligare fragment från broderiet, vilket föranledde en fjärde restaurering. Den genomfördes av Adoratrius-munkarna i Girona, och arbetet kompletterades med en infästning av konstverket på en juteväv samt ytterligare en rengöring av broderiet.
En hypotes relaterade till en möjlig rekonstruering av Skapelsen antyder att det ursprungliga verket kan ha haft ytterligare en cirkelkrets – liknande den om skapelseberättelsen – under berättelsen om det Sanna korset. Denna krets skulle då i centrum kunnat ha haft Guds lamm, omgiven av Djurkretsen. Enligt denna teori skulle den saknade delen ha likheter med (glasfönster i) St. Kunibert, en av Kölns romanska basilikor.

### Den senaste restaureringen
| T.v.: Verkets baksida i restaurerat och skyddat skick. T.h.: Inspektion av verket när det anlände till museet. |  | T.v.: Verkets baksida i restaurerat och skyddat skick. T.h.: Inspektion av verket när det anlände till museet. |
| T.v.: Verkets baksida i restaurerat och skyddat skick. T.h.: Inspektion av verket när det anlände till museet. |  | |

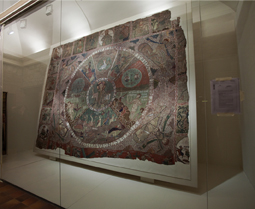
Presentation av verket i dess nya, konditionerade utrymme.

Åren 2011 och 2012 genomgick Skapelsen ytterligare en restaurering vid det centrala Centre de Restauració de Béns Mobles de Catalunya, i Valldoreix. Broderiet återvände 4 april 2012 till sin ordinarie utställningsplats, efter att lokalen kalibrerats vad gäller temperatur, luftfuktighet och luftkvalitet. Den nya aluminiummontern ger möjlighet till att visa broderiet under lutning, för att minska de påfrestningar på textilen som en rent vertikal hängning tidigare inneburit. Dessutom har en ny LED-belysning installerats.
Vid utställningens återinvigning närvarade bland annat Kataloniens kuiturminister Ferran Mascarell, Gironas biskop Francesc Pardo, stadens borgmästare Carles Puigdemont samt ordföranden i stiftelsen Fundació "la Caixa".
Skapelsen studerades efter att man dragit av skyddsduken, som placerats på baksidan vid den sista restaureringen 1975. Man gjorde en fotografisk undersökning, under dämpad belysning, infraröd belysning, UV-ljus och röntgen, vid sidan av en komplett kartering av de olika reparationerna av broderiet. Allt det här materialet jämfördes med dokumentationen från olika arkiverade foton som MNAC (Kataloniens nationella konstmuseum) och Institut Amatller d'Art Hispànic, båda i Barcelona. Baksidan av broderiet har bevarat de ursprungliga färgerna mycket bättre än framsidan
Tack vare den nyare tekniken har man kunnat katalogisera cirka 265 olika ingrepp av tolv olika slag som genom historien utförts på broderiet. Här har lagts till, sytts om, broderats till. Vissa av de historiska ingreppen har inte förankrats i grundväven, vilket gjort hållbarheten hos fibrerna mindre säkra. Verket har också lidit av att ha framvisats i upphängt skick, och stödstommen har inte varit tillräckligt stabil. Å andra sidan var hela väven fastspikad på dem bakomliggande träramen, vilket innebar en riskfaktor i samband med en möjlig utrymning i vid en eldsvåda.
Processen med konservering och restaurering har slutförts av specialisterna i antika textilier M. Luz Morata och Carme Masdeu, och med målsättningen att göra så små ingrepp som möjligt. Restaureringen har skänkt nytt ljus åt broderiets inre struktur, och man har upptäckt nya originalfärger – inklusive purpurfärgen i strålarna från Kristus. Dessutom har man genom en ny läsning av vissa av texterna kunnat förtydliga olika dateringar.
Träramen har bytts ut mot en i aluminium, kompletterad med en baksida i polykarbonat. Den nuvarande uppsättningen kan lätt hanteras vid framtida översyn.